# Associação Atlética Desportiva São Bernardo
L'Associação Atlética Desportiva São Bernardo è una società di pallavolo femminile brasiliana, con sede a São Bernardo do Campo, nel massimo campionato brasiliano, la Superliga Série A.

## Storia
L'Associação Desportiva e Cultural Metodista debutta in Superliga nel stagione 2009-10 col nome di Associação dos Funcionários Públicos do Município de São Bernardo do Campo. La stagione successiva il club assume la denominazione attuale e si classifica all'ottavo posto in regular season, disputando per la prima volta i play-off, dove però esce di scena ai quarti di finale contro il Rio de Janeiro Vôlei Clube. La stagione 2011-12 ripete i risultati del precedente campionato, uscendo di scenda ai quarti di finale dei play-off, però contro l'Osasco Voleibol Clube.

## Rosa 2013-2014
| N° | Nome                 | Ruolo | Data di nascita  | Nazionalità sportiva |
| -- | -------------------- | ----- | ---------------- | -------------------- |
| -  | Fernando de Almeida  | All   |                  | Brasile              |
| 1  | Elis Bento           | S     | 4 maggio 1988    | Brasile              |
| 2  | Dalliane da Silva    | C     | 31 gennaio 1993  | Brasile              |
| 7  | Mariana Francischini | S     | 21 febbraio 1988 | Brasile              |
| 8  | Graziele de Lima     | S     | 24 marzo 1996    | Brasile              |
| 10 | Leda Guimarães       | L     | 3 agosto 1985    | Brasile              |
| 11 | Sabrina Braz         | P     | 19 dicembre 1985 | Brasile              |
| 12 | Mari Mendes          | S     | 31 gennaio 1984  | Brasile              |
| 14 | Kátia Monteiro       | P     | 13 luglio 1973   | Brasile              |
| 15 | Jéssica Silva        | S/O   | 23 marzo 1987    | Brasile              |
| 16 | Giovanna das Chagas  | C     | 26 luglio 1980   | Brasile              |
| 17 | Daniela da Silva     | C     |                  | Brasile              |
| 18 | Killara dos Santos   | L     | 1º gennaio 1992  | Brasile              |
| 20 | Bianca Barros        | C     | 5 gennaio 1996   | Brasile              |

## Denominazioni precedenti
- 1943-2010: Associação dos Funcionários Públicos do Município de São Bernardo do Campo
- 2010-2013: Associação Desportiva e Cultural Metodista